# Przełęcz Świętego Gotarda

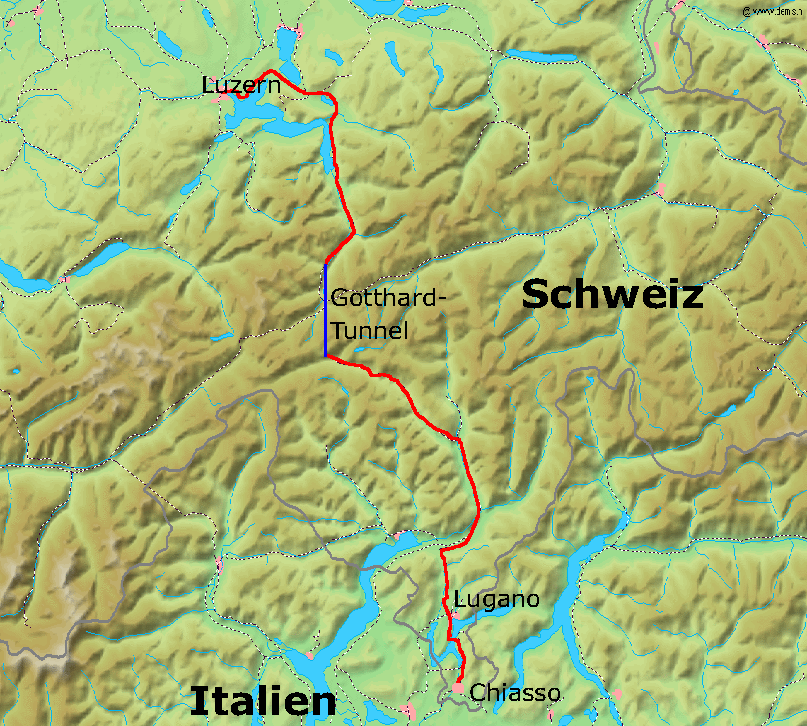
Mapa z zaznaczonym tunelem św. Gotarda

Przełęcz Świętego Gotarda (wł. Passo del San Gottardo, niem. Sankt Gotthardpass, fr. Col du Saint-Gothard) – jedna z najbardziej znanych przełęczy alpejskich. Położona w południowo-wschodniej Szwajcarii, w Alpach Lepontyjskich, łączy doliny rzek Ticino i Reuss. Jest jedną z najniżej położonych przełęczy w Alpach, znajduje się na wysokości 2108 metrów n.p.m., dzięki czemu da się ją pokonać o każdej porze roku.

## Historia

### Podejście północne
Pozycję jednego z głównych szlaków komunikacyjnych przez Alpy uzyskała stosunkowo niedawno. Rzymianie nie korzystali z tej przełęczy z powodu niekorzystnego ukształtowania terenu od strony rzeki Reuss. Kilka kilometrów na północ od miasteczka Andermatt natura wyrzeźbiła stromy skalisty wąwóz zwany Schollenen. Zaczyna się on urwiskami z litej skały. Przełęcz zaczęto wykorzystywać dopiero po wybudowaniu „Diabelskiego Mostu” (Teufelsbrücke) nad bramą wąwozu po 1200 roku n.e. W tamtych czasach był to wyczyn porównywalny z budową katedr gotyckich. Na najbardziej stromym odcinku przełęczy wykuto skalne stopnie zwane scaliones lub Schollen oraz zamontowano drewniane platformy w miejscach przewieszek. Bez wątpienia, w czasie kiedy schronisko na szczycie przełęczy otrzymało imię św. Gotarda (biskupa Hildesheim) w roku 1300, był to już regularny szlak komunikacyjny.

### Podejście południowe
Na całej 90-kilometrowej trasie z Altdorf nad Jeziorem Czterech Kantonów do Biasca u wejścia do doliny Valle Leventina. Równie trudne było podejście południowe, wiodło ono wąską, krętą ścieżką przez dolinę Valle Tremola. Przed przekształceniem jej w drogę w 1830 roku mogli się tamtędy poruszać tylko piesi, juczne muły i lektyki. Trasę tę powozem udało się pokonać tylko angielskiemu kolekcjonerowi minerałów Charlesowi Greville'owi w 1775 roku, gdy opłacił przewodników, by przenieśli mu powóz na ramionach.

## Zastosowanie militarne
Po otwarciu przełęczy nabrała ona strategicznego znaczenia. Umożliwiała bowiem szybkie przemieszczenie wojsk z Niemiec do Lombardii i z powrotem, co zostało wykorzystane podczas kilku wojen. Najsłynniejszy był przemarsz wojska rosyjskiego w 1799 roku pod dowództwem generała Suworowa w czasie kampanii włoskiej.

## Kolej
Kolejnym wielkim przełomem w istnieniu przełęczy była budowa linii kolejowej. Było to wydarzenie równie doniosłe co budowa mostu Teufelsbrücke. Otwarto ją w 1882 roku. Na tę trasę składa się 80 tuneli na odcinku zwanym Pfaffensprung (wjazd i wyjazd tych spiralnych tuneli jest na różnych wysokościach) oraz jednego 15-kilometrowego głównego pod wierzchołkiem góry. Projektantem tego (na ówczesne czasy) cudu techniki był Louis Favre, który nie doczekał się końca budowy, umierając na atak serca w jednym z tuneli w 1879 roku.
1 czerwca 2016 został oddany do użytku tunel Gotthard-Basistunnel w Alpach Szwajcarskich o długości 57 km, który jest najdłuższym wybudowanym tunelem na świecie.

## Samochody
16,5 kilometra – taką długość ma samochodowy tunel. Wyjazd północny jest w Göschenen (kanton Uri) 1080 metrów n.p.m., a południowy w Airolo (kanton Ticino) 1146 metrów n.p.m. Budowę rozpoczęto 5 maja 1970 roku, a zakończono 5 września 1980 roku. Tunel jest otwarty cały rok i skraca przeprawę przez Alpy do kilkunastu minut.

## Galeria

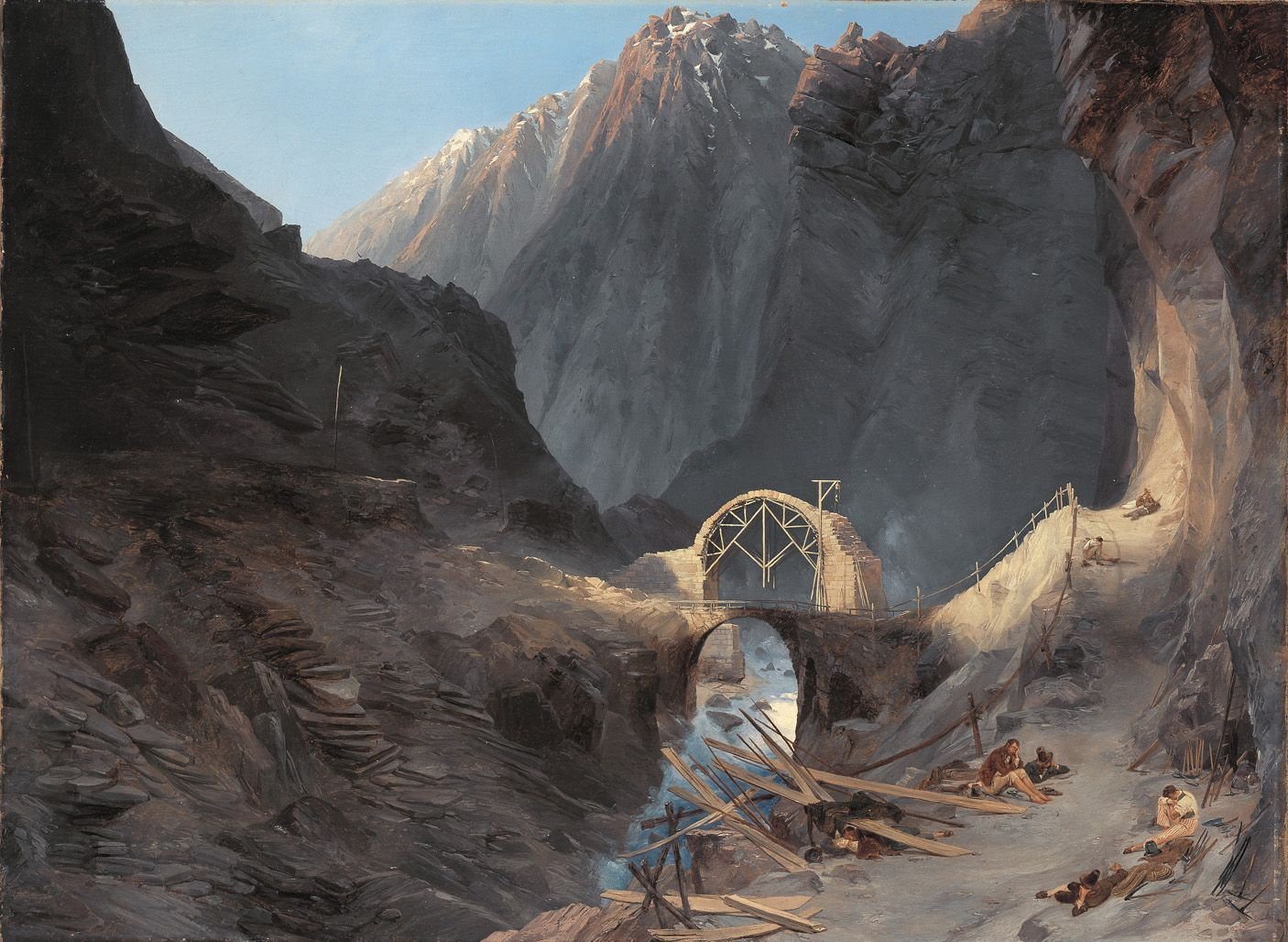
Budowa „Diabelskiego mostu” namalowana przez Carla Blechena, ok. 1830
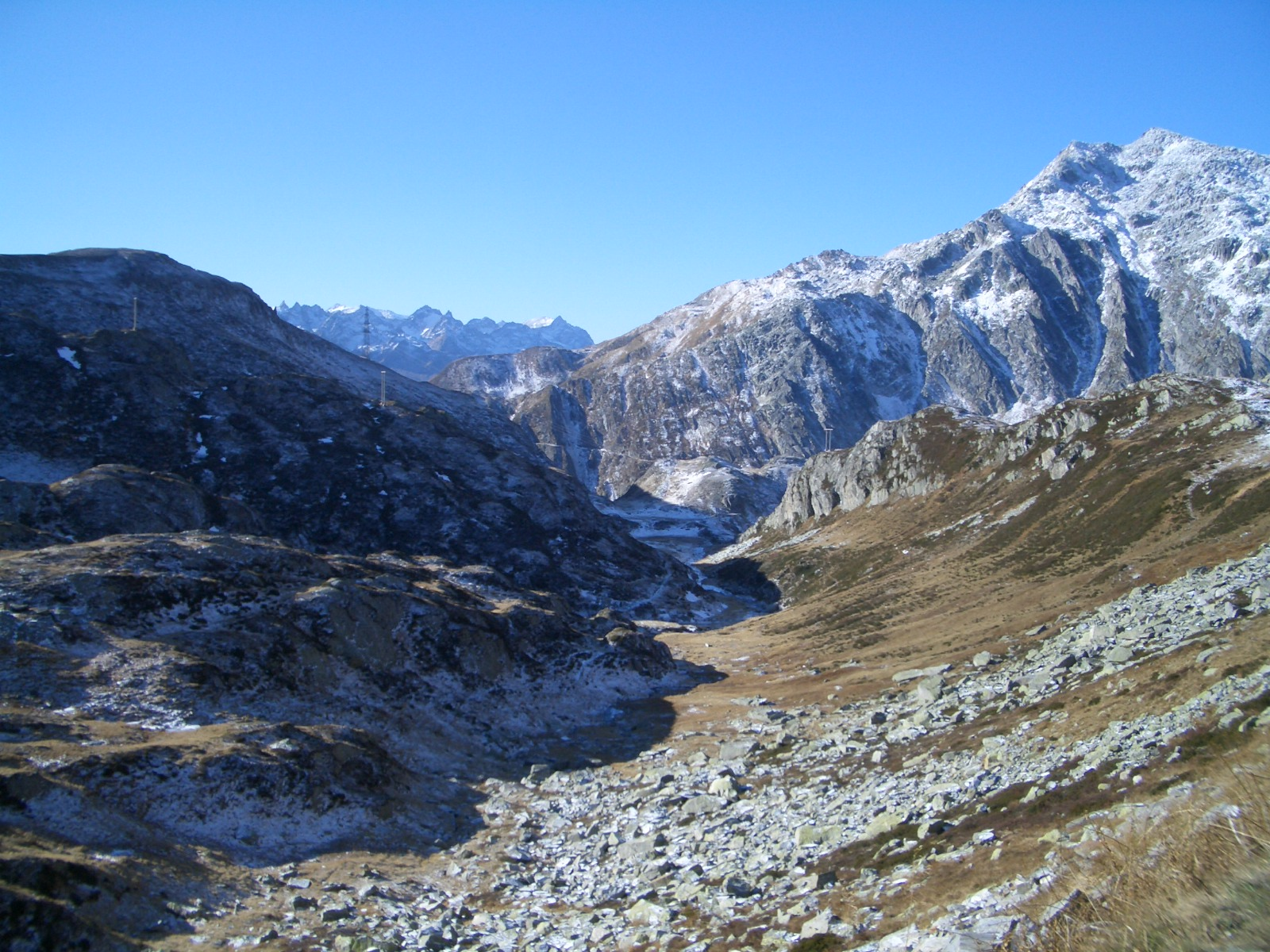
Krajobraz przełęczy
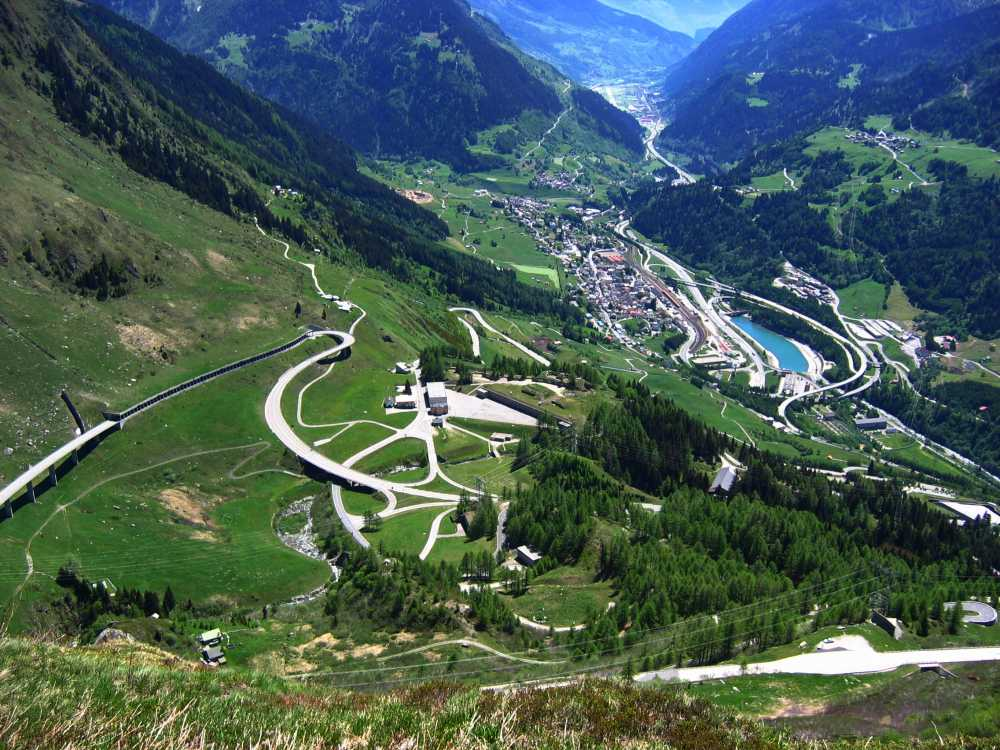
Droga południowa na przełęcz